# Senat (Burundi)

## Chronologiczna lista przewodniczących
| #                             | Przewodniczący                | Portret | Kadencja         | Kadencja         | Przynależność etniczna | Partia polityczna | Partia polityczna |
| #                             | Przewodniczący                | Portret | Od               | Do               | Przynależność etniczna | Partia polityczna | Partia polityczna |
| ----------------------------- | ----------------------------- | ------- | ---------------- | ---------------- | ---------------------- | ----------------- | ----------------- |
| 1                             | Joseph Bamina (1925–1965)     |         | 1965             | 8 lipca 1965     | Hutu                   |                   | UPRONA            |
| Senat zniesiony (1966 – 2002) |                               |         |                  |                  |                        |                   |                   |
| 2                             | Libère Bararunyeretse (1954–) |         | 2002             | 2005             | Tutsi                  |                   | UPRONA            |
| 3                             | Gervais Rufyikiri (1965–)     |         | 17 sierpnia 2005 | sierpień 2010    | Hutu                   |                   | CNDD–FDD          |
| 4                             | Gabriel Ntisezerana (1964–)   |         | sierpień 2010    | 14 sierpnia 2015 | Hutu                   | CNDD–FDD          |                   |
| 5                             | Révérien Ndikuriyo (1970–)    |         | 14 sierpnia 2015 | 25 sierpnia 2020 | Hutu                   | CNDD–FDD          |                   |
| 6                             | Emmanuel Sinzohagera (1974–)  |         | 25 sierpnia 2020 | 5 sierpnia 2025  | Hutu                   | CNDD–FDD          |                   |
| 7                             | Gervais Ndirakobuca (1970–)   |         | 5 sierpnia 2025  | nadal            | Hutu                   | CNDD–FDD          |                   |